# Liliane Wouters
Pour les articles homonymes, voir Wouters.
Liliane Wouters, née le 5 février 1930 à Ixelles (Bruxelles) et morte le 28 février 2016 à Gilly (Charleroi), est une poétesse, auteure dramatique, traductrice, anthologiste et essayiste belge.

## Biographie
Belge d'expression française, Liliane Wouters rentre à l'école normale en 1944 et devient institutrice en 1949, poste qu'elle conservera pendant plus de 30 ans, jusqu'en 1980.
Son premier recueil de poésie, La Marche forcée, sort en 1954. Wouters publia une quinzaine de recueils jusqu'à son décès en 2016. En plus de poursuivre un travail de poétesse et de dramaturge, elle participe à la rédaction de plusieurs anthologies poétiques et traduit des œuvres du néerlandais vers le français. Son attachement à la région de Flandre, aux études sur les béguines et à leurs textes mystiques est également reconnu,.
De 1961 à 1991, Wouters écrivit une dizaine de pièces de théâtre en parallèle à ces œuvres poétiques. Cet intérêt pour le théâtre se manifesta après avoir fait la connaissance d'Albert-André Lheureux et de son Théâtre de l'Esprit frappeur.
Elle est membre de l'Académie royale de langue et de littérature françaises de Belgique, de l'Académie européenne de poésie, et de la Koninklijke Academie voor Nederlandse Taal- en Letterkunde,.
Liliane Wouters est décédée le 28 février 2016. La messe de funérailles eut lieu en l'église Saint-Lambert à Jumet-Hamendes, suivie de l'inhumation au cimetière de Ransart-Bois.

## Esthétique
Pour Wouters, le poème est « un cri contrôlé » : « Aucune recherche esthétique ou intellectuelle ne me guide, le poème répond à un besoin. Mettons que ce soit un cri. Mais un cri contrôlé », précise-t-elle autour de son second livre, Le bois sec (1960).
Ce contrôle, elle l'exerce notamment dans La Marche forcée (1954), Le Bois sec (1960) et Le Gel (1966), avec élégance et rigueur. Sa poésie est dense, intelligente, intelligible, sensible et sensuelle.

Dans son Dictionnaire de la poésie française contemporaine (1996), Jean Rousselot qualifie le style de Wouters ainsi: 
« Ses vers, généralement brefs, sont lourds de pensée, riches d’images et de musiques. L’angoisse y bat sourdement sous des bonheurs d’expression exceptionnels. Il y a du Valéry, mais aussi du Louise Labé dans son lyrisme sans éloquence. Elle ferait la preuve, s’il en était besoin, que la prosodie régulière n’est pas une entrave à la liberté du poète. » 

## Réception critique
Wouters publia de nombreux recueils de poèmes et pièces de théâtre. Dans un article paru dans Lettres françaises en 1956, Aragon souligne sa maîtrise « du vers français et de sa technique. »[réf. nécessaire]. Alain Bosquet, en 1961, dit de Liliane Wouters qu'elle « apporte, sur un ton traditionnel et strictement classique, ce qui semble manquer le plus à la poésie de langue française : la simplicité, l'émotion directe, la discipline dans la ferveur.»
Sa pièce de théâtre La salle des profs (1983), publiée quelques années après sa retraite, a connu un excellent succès en Belgique. L'oeuvre a aussi été jouée à Paris et a été adapté en néerlandais, version qui a connu un succès tel qu'elle a été adaptée en téléfilm.
En 2016, Jean-Claude Vantroyen qualifie son style d'un mélange entre « réalisme magique et [...] mystique éclairée » qui s'inspire de la puissance et du baroque nordiques.

## Œuvres

### Anthologies
- Panorama de la poésie française de Belgique, Bruxelles, Éditions Jacques Antoine, 1976.
- Terre d'écarts, en collaboration avec André Miguel, Paris, Éditions Universitaires, 1980.
- La Poésie francophone de Belgique, 4 tomes avec Alain Bosquet, Bruxelles, Éditions de l'ARLLFB, 1985-1992. (ISBN 9782871680017, 9782803200009 et 9782803200009)
- Le siècle des femmes, avec Yves Namur, Bruxelles, Les Éperonniers, coll. « Passé présent », 2000, 170 p. (ISBN 9782871323273)
- Théâtre contemporain Wallonie-Bruxelles : Quelques incontournables, vol. 1, en collaboration avec le Centre des écritures dramatiques Wallonie-Bruxelles, Carnières, Lansman éditeur, 2000, 130 p. (ISBN 9782872822751)
- Roger Foulon, Paroles du feuillage: anthologie poétique, Châtelineau, Le Taillis pré, 2004, 201 p. (ISBN 9782930232867)
- Ça rime et ça rame, anthologie poétique, Bruxelles, Éditions Labor, 2006 (1er éd. 1985), 300 p. (ISBN 2804022269 et 9782804022266)
- Poètes aujourd'hui : un panorama de la poésie francophone de Belgique, en collaboration avec Yves Namur, Châtelineau/Saint-Hippolyte, Le Taillis pré/Le Noroît, 2007, 303 p. (ISBN 978-2-89018-621-7 et 978-2-87450-020-6)

### Récit autobiographique
- Paysage flamand avec nonnes, Paris, Gallimard, coll. « Haute enfance », 2013 (1er éd. 2007), 178 p. (ISBN 9782874500039 et 9782930646589)

### Essais
- Vie-poésie, Carnières, Lansman éditeur, coll.« Chaire de poétique », 2011, 93 p. (ISBN 9782872828289)

### Poésie
- La Marche forcée, Bruxelles, Éditions des Artistes, 1954.
- Le Bois sec, Paris, Gallimard, 1960.
- Le Gel, Paris, Pierre Seghers, 1966.
- L'Aloès, Paris, Luneau-Ascot, 1983, 270 p. (ISBN 9782903157326)
- Parenthèse, Le Verbe et l'Empreinte, Saint-Laurent-du-Pont, 1984.
- Journal du scribe, Bruxelles, Les Éperonniers, 1990.
- Tous les chemins conduisent à la mer, préface de Jean Tordeur, Bruxelles, Les Eperonniers, coll. « Passé Présent », 1997.
- Le Billet de Pascal, avec des illustrations d'Anne Gilsoul, Luxembourg/Bruxelles/Trois-Rivières, éditions PHI/Les Éperonniers/Les Écrits des Forges, 2000, 105 p. (ISBN 2-89046-555-1 et 2-87962-114-3)
- Les sept portiques du chemin de Pâques, Châtelineau, Le Taillis pré, 2000, 54 p. (ISBN 2930232358)
- Changer d'écorce : poésie 1950-2000, Tournai, Renaissance du livre, 2001, 323 p. (ISBN 2804605884 et 9782804605889)
- Le Livre du Soufi, Châtelineau, Le Taillis Pré, 2009. (ISBN 978-2-87450-042-8)
- Derniers feux sur terre, Châtelineau, Le Taillis pré, 2015, 86 p. (ISBN 978-2-87450-084-8)
- Trois visages de l'écrit, postface d'Yves Namur (entretien avec Liliane Wouters), Bruxelles, Espace Nord, 2016, 220 p. (ISBN 9782875681263)

### Théâtre
- Oscarine ou les Tournesols, création du Rideau de Bruxelles, 1964.
- La Porte, création Festival du Jeune Théâtre, Liège, 1967.
- Le Monument, un acte du spectacle collectif Le 151e, Maison de la Culture de Mons, 1981.
- La Célestine, adaptation d'après Fernando de Rojas, Théâtre Royal du Parc, Bruxelles, 1981.
- La Mort de Cléopâtre, un acte du spectacle collectif Cléopâtre, Théâtre de l'Esprit Frappeur, Bruxelles, 1982.
- Autour d'une dame de qualité, création de l'Atelier d'écriture, Neufchâteau, 1983.
- L'Équateur, suivi de Vies et morts de mademoiselle Shakespeare, Bruxelles, Jacques Antoine, 1986, 120 p. (ISBN 2871320071 et 9782871320074)
- Le Jour du narval, Bruxelles, Éditions Les Éperonniers, 1991.
- La salle des profs, préface de Claude Javeau, postface d'Adolphe Nysenholc, Bruxuelles, Espace Nord, 2014 (1re éd. 1983), 154 p. (ISBN 9782930646961 et 9782874159909)
- Charlotte ou la nuit mexicaine, Bruxelles, Les Éperonniers, 1989, 65 p. (ISBN 9782871321989)

### Traductions
- Belles heures de Flandre. Anthologie de la poésie flamande du XIIe au XVIe siècle, avant-propos de Roger Bodart, Bruxelles, Les Éperonniers, coll. « Passé-Présent », 1997 (1re éd. : Paris, Seghers, 1961; rééd. Anvers, Soethoudt, 1982).
- Guido Gezelle, choix de texte et présentation par Liliane Wouters, Paris, Seghers, 1965.
- Bréviaire des Pays-Bas. Anthologie de la littérature néerlandaise du XIIIe au XVe siècle, Paris, Editions Universitaires, 1973.
- Reynart le Goupil, introduction d'Edward Rombauts, Bruxelles, La Renaissance du Livre, 1974.
- Hugo Raes, Le ciel et la chair, Paris, Complexe, coll. « Le Plat pays »,1980.
- Guido Gezelle, Un compagnon pour toutes les saisons, Autres Temps, coll. « Temps poétique », Marseille, 1999. 183 p. (ISBN 9782911873911)
- Jozef Deleu, Lettres à l'autre rive, Avin, Luce Wilquin, 2002, 80 p. (ISBN 9782882531889)
- John F. Deane, Fugue, Châtelineau, Le Taillis pré, 2006, 65 p. (ISBN 9782874500039)
- Godfried Danneels, Franc-parler : entretiens avec le cardinal Danneels, Paris, Desclée de Brouwer, 2016, 400 p. (ISBN 9782220050157)

## Prix et honneurs
- 1955 : Prix Emile Polak de l'Académie royale de langue et de littérature françaises, pour La Marche forcée[16]
- 1955 : Prix des Scriptores Catholici, pour La Marche forcée[17]
- 1955 : Prix Renée-Vivien de la Société des gens de lettres, pour La Marche Forcée[18]
- 1961 : Prix triennal de poésie, pour Le bois sec[19]
- 1967 : Prix Louise Labé, pour Le Gel[20],[21]
- 1989 : Grand Prix de la Maison de la Poésie (Paris), pour l'ensemble de son œuvre[22]
- 1990 : Prix du Conseil de la Communauté française, pour Charlotte ou la nuit mexicaine[22]
- 1992 : Prix Montaigne, de la Fondation Frédéric von Schiller
- 2000 : Prix Goncourt de la poésie[23]
- 2000 : Prix quinquennal de littérature[19]
- 2015 : Prix Guillaume-Apollinaire[24], pour Derniers Feux sur terre et l'ensemble de son œuvre[25]